# Vida salvatge (pel·lícula)
Vida salvatge (originalment en danès, Vildmænd) és una pel·lícula danesa del 2021 dirigida per Thomas Daneskov Mikkelsen. L'estrena de la pel·lícula prevista per l'11 de novembre de 2021 es va ajornar a conseqüència de l'atemptat de Kongsberg, però anteriorment s'ha exhibit al Festival de Cinema de Tribeca. S'ha doblat i subtitulat al català.

## Sinopsi
En Martin s'ha escapat de tot i ha marxat a Noruega, on viu a la natura i caça el seu propi menjar com un autèntic home salvatge. Però quan el traficant d'haixix Musa apareix de sobte a prop del seu campament, sagnant i contusionat després d'un accident de cotxe, el projecte d'autorealització d'en Martin es capgira. Aviat, la problemàtica parella fuig per les dures muntanyes, perseguida per la policia noruega, els rivals d'en Musa i la dona d'en Martin.

## Repartiment
- Rasmus Bjerg: Martin
- Zaki Youssef: Musa
- Bjørn Sundquist: Øyvind
- Sofie Gråbøl: Anne